# Карліно (провінція Удіне)
Карліно (італ. Carlino, вен. Carlin) — муніципалітет в Італії, у регіоні Фріулі-Венеція-Джулія, провінція Удіне.
Карліно розташоване на відстані близько 440 км на північ від Рима, 55 км на захід від Трієста, 30 км на південь від Удіне.
Населення — 2804 особи (2014).
Щорічний фестиваль відбувається 21 грудня. Покровитель — San Tommaso.

## Демографія
Населення за роками:

Станом на 1 січня 2023 року в муніципалітеті офіційно проживало 112 іноземців з 27 країн, серед них 77 громадян країн Євросоюзу та 2 громадяни України.

## Сусідні муніципалітети
- Кастьонс-ді-Страда
- Марано-Лагунаре
- Муццана-дель-Турньяно
- Сан-Джорджо-ді-Ногаро